# Cyrtonyx
Cyrtonyx és un gènere d'ocells de la família dels odontofòrids (Odontophoridae) que habita principalment en zones de bosc mixt, des del sud dels Estats Units fins a Amèrica Central.

## Llista d'espècies
S'han descrit tres espècies dins aquest gènere:
- colí de Moctezuma (Cyrtonyx montezumae).
- colí ocel·lat (Cyrtonyx ocellatus).
- colí de Sallé (Cyrtonyx sallei).